# HEart of the Ages
HEart of the Ages ist das Debütalbum der norwegischen Metal-Band In the Woods…. Es erschien 1995 über Misanthropy Records und ist ebenso wie die Demoaufnahme Isle of Men noch dem Pagan Metal zuzuordnen, zeigt aber schon Tendenzen zum Progressive Metal ihrer späteren Veröffentlichungen. Entsprechend handeln die Texte von Natur und Heidentum. Das Album wurde größtenteils positiv aufgenommen und gilt als eine der bedeutenderen Veröffentlichungen aus dem Umfeld der norwegischen Black-Metal-Szene.

## Entstehung
Die Lieder entstanden zwischen Oktober 1992 und Dezember 1994. Als Urheber der Stücke sind keine einzelnen Musiker angegeben, sondern jeweils die gesamte Band. Die Lieder …In the Woods und Wotan’s Return erschienen ursprünglich auf der Demoaufnahme Isle of Men; die Demo-Versionen empfand die Band jedoch als unvollendet, weshalb die Struktur der Stücke für das Album noch einmal überarbeitet wurde. Beinahe das komplette Material entstand bei „sehr experimentellen Sessions im Proberaum“. Die wesentlichen Ideen stammten vom Gitarristen der Band, aber diese habe „daran viel gearbeitet, um diesen emotionalen Fluß zu erzeugen, um die Stereotypen zu vermeiden. Aber Musik ist eigentlich Improvisation: Irgendetwas in dir erzeugt sie, plötzlich reagiert jemand anders darauf, erschafft selbst.“ Das Album wurde von November 1994 bis Januar 1995 im Star Studio in Jæren durch die Produzenten Bjørn „Berserk“ Harstad und Trond Are aufgenommen und im Masterhuset in Oslo gemastert.

## Titelliste
1. Yearning the Seeds of a New Dimension – 12:23
2. HEart of the Ages – 8:22
3. …In the Woods – 7:50
  - Prologue
  - Moments of…
  - Epilogue
4. Mourning the Death of Aase – 3:33
5. Wotan’s Return – 14:52
6. Pigeon – 3:00
7. The Divinity of Wisdom – 9:07

## Musikstil und Texte
Aufgrund der Auseinandersetzung mit dem Heidentum wurde die Band als eine der ersten Bands dem Pagan Metal zugeordnet. Allerdings unterscheidet sich ihre Musik stark vom Stil heutiger Pagan-Metal-Bands: So wird auf folkloristische Instrumente ganz verzichtet und die Gruppe spielt stattdessen psychedelisch angehauchten Metal mit treibendem Schlagzeug. HEart of the Ages verbindet „Einflüsse von Progressiv-Rock, heidnischem Metal, klassischer Musik und viele verschiedenen Gesangsstile“., „[s]eltsame psychedelische Klänge“ mit Black-Metal-Einflüssen. Robert Müller vom Metal Hammer und Prophecy Productions, die spätere Plattenfirma der Band, beschreiben den Stil als „Anwendung von King Crimson auf Bathory“. Im Vordergrund der Kompositionen stehen vor allem die instrumentalen Arrangements, während der Gesang nur als gelegentliches, zur Atmosphäre passendes Instrument eingesetzt wird. Dieser „variiert von weinerlichem, sich überschlagendem Vikernes-haftem Kreischgesang über Flüstern bis hin zu heroisch anmutendendem, klarem [M]ännergesang mit starkem Viking Metal Touch“. Gegenüber dem deutschen Fanzine Voices from the Darkside äußerte Sänger Jan K. Transeth, der damals noch unter dem Pseudonym Ovl. Svithjod firmierte, die Band habe den hohen Kreischgesang nur da eingesetzt, wo er passe, und auch der Einsatz des klaren Gesangs sei kein Selbstzweck gewesen. Er könne sich vorstellen, dass die Band den gutturalen Gesang aufgeben könnte, es müsse jedoch eine natürliche Entwicklung geben. Gegenüber dem Hard Rock & Metal Hammer äußerte der inzwischen unter bürgerlichem Namen auftretende Sänger etwa drei Jahre später: „[A]ls wir die Platte eingespielt haben, wollte ich nicht mit verzerrter Stimme singen, sondern klar. Aber die anderen in der Band baten mich, zumindest bei der Hälfte der Tracks zu schreien. Also tat ich es[.]“
Die Liedtexte handeln von Natur und Heidentum. Sie waren laut Robert Müller „noch ziemlich ‚im Wald‘, es ging um Paganismus, um spirituelle Freiheit und die nordische Helden- und Göttersagen“. Laut des Sängers Ovl. Svithjod bestand das erste Album „mehr daraus, Situationen innerhalb meiner nächsten Umgebung zu beobachten; war räumlich und von den Denkweisen her in Norwegen verhaftet“. Mourning the Death of Aase ist der Erinnerung an Edvard Grieg gewidmet, dessen Peer-Gynt-Suiten ein Stück namens Åses død enthalten. In Ovl. Svithjods Fanzine A 1000 Years.. ...of lost pride and dignity. The Epitaph for religious propaganda erschien außerdem ein Artikel über Grieg zusammen mit dem Gedicht Nærvær (‚Präsenz‘) von Terje Sagen, der ein gleichnamiges Musikprojekt gründete. Der Titel des Albums spielt auf die Wörter heart (‚Herz‘) und art (‚Kunst‘) an:

„The title is 'HEart of the ages'.It speaks of nature as both the heart and the art of all times;the always passing ages...“

„Der Titel lautet ‚HEart of the ages‘. Er spricht von der Natur als sowohl dem Herzen als auch der Kunst aller Zeiten; den immer vergehenden Zeitaltern …“

## Gestaltung und Aufmachung
Das Cover und die Innenseite des Beihefts zeigen fotografische Naturaufnahmen. Das Gemälde, das in den Beiheften mancher Versionen des Albums enthalten ist, stammt von Thorbjørn Haugland. Das Backcover und die Rückseite des Beihefts zeigt ein von André of Carman angefertigtes Foto einer Gruppe von Menschen um ein Lagerfeuer im Wald. Das gesamte Beiheft wurde handschriftlich verfasst und enthält neben den Liedtexten und dem Impressum mehrere Zitate des indischen Philosophen Bhagwam Shree Rajneesh, den die Band als one of the greatest philosophers of modern times (‚einer der großartigsten Philosophen der heutigen Zeit‘) bezeichnete.

## Kritiken
Im portugiesischen Fanzine Rites of Eleusis wurden der Gesang wegen seiner Vielseitigkeit und die Band wegen ihrer Fähigkeit, „etwas Neues zu erschaffen“, gelobt. Der Hörer solle jedoch, anders als bei der Demoaufnahme Isle of Men, nicht so viele Bathory-Einflüsse erwarten, sondern eher einen „von Innen kommenden Einfluss“. Frank Stöver vom Voices from the Darkside bezeichnete HEart of the Ages als „eine der einzigartigsten Platten, die je von einer norwegischen Band veröffentlicht wurde“, und als starkes Debüt.
Trickster F. schrieb in seiner Kritik für die Site Prog Archives, die Band verdiene „mehr Aufmerksamkeit gleichermaßen wegen ihrer historischen Bedeutung und kompositorischen Fähigkeiten“. Durch metal-fremde Einflüsse, „Kreativität und Originalität“ steche sie aus dem „Rest Norwegens 1995“ heraus. Yannick Lengkeek zählte In the Woods… in seiner Kritik für Metal1.info „mit Bands wie beispielsweise Emperor, Ulver und Arcturus zu den wichtigsten Vorreitern einer neuen, avantgardistisch ausgerichteten Strömung“ im norwegischen Black-Metal-Umfeld von 1995. Der hohe Anspruch, den die Band mit HEart of the Ages an sich selbst stelle, erweise sich „jedoch auch hin und wieder als kleine, aber offenkundige Schwachstelle. Manche Liedpassagen wirken zu zerfahren und lenken eher vom Fluss der Grundstimmung ab, anstatt diesem dienlich zu sein. […] Im Falle von ‚Heart of the Ages‘ trübt dies den Charme des Werks jedoch nur geringfügig.“